# 出石神社 (洲本市由良)
出石神社(いずしじんじゃ)は、兵庫県洲本市に鎮座する神社。
「出石の刀子」出現の地として日本書紀にその伝説が記されている。また、神社の境内には、海賊との戦いで切腹して果てた侍たちが祀られている。

## 祭神
天日鉾命 アメノヒボコノミコト

## 由緒
垂仁天皇の御代、豊岡市出石町に鎮座する出石神社に奉齋する八種の神宝の中の出石刀子自から此の地に出現し、島人等はこれを神と崇め、祠を建て祀った事に始まる。
清和天皇貞観9年(867)、従五位上の神階を賜り当時出石神と仰がれた。
享保12年(1727)、本殿を再興。
明治5年(1872)、村社に列せられる。
昭和62年(1987)にも社殿を修築したが、旧来の宮地の山肌崩落を懸念し、改めて宮地を造成して新社殿を造営。平成17年(2005)に遷座祭を執行した。

## 鎮座地
出石神社は淡路島の東南端に在る生石岬一帯をエリアとする生石公園の中に鎮座する。周辺は遊歩道が整備され、紀淡海峡を臨む展望台も設置されている。
淡路交通バス灘線「生石口バス停」下車、徒歩20分。

## 創建
垂仁天皇の御代、新羅国の王子天日鉾が八種の神宝を携えて渡来し播磨国の宍粟邑と淡路島の出浅邑に住むことを許されるが、希んで諸国を巡ったのち、但馬国に定住し神宝を祀った。 天日鉾命の曾孫清彦の時、天皇の求めに応じ神宝の全てを献上するが此の内の一つ出石の刀子のみ宝府より失せ自ずから淡路島に遣ってきた。 これを島人が神として祀ったとされる。即ち当神社の創りである。

## 祭典
岬まつり（3月・10月）
大漁と海上安全を祈願する漁師町ならではの祭。御神酒とかけのうお（鯛やヒラメを縄で結わえたもの）の供物えを持ち、地区内の出石神社、事代主神社、厳島神社、金刀比羅神社、成山（なるやま）神社の順に参拝する。

## 生石崎の侍伝説
出石神社の境内には、海賊との戦いで切腹して果てた大館主膳正有光（おおだてしゅぜんのかみありみつ）と、桑村隼人亮（くわむらはやとのすけ）の二人の侍が祀られている。
『淡路国名所図絵』には、この二人の侍にまつわる伝承が、おおよそ次のように記されている。
阿波細川家が調達した弓矢を満載した大館主膳正有光の船が海賊舟数十艘に襲われた。主膳と家来は調達した弓矢で応戦し、海賊舟は怪我人や死者であふれ容易には主膳の船に近づけなかったが、ついに主膳も重傷を負い矢も底をついた。
主膳は船尾の屋根へ駆けあがり、声を張り上げて 「私は海の底から、欲にまみれた外道共の妨げと成るのだ。」 と言い残し、切腹して海に身を投げた。家来たちも後を追い切腹し、船に火をかけて焼け死んだ。 それからこの海が静まったことがない。

又、近年三好実休が堺に遣わした桑村隼人亮（くわむらはやとのすけ）も、生石崎表で海賊船数十艘に襲われ討死した。 このことで更に海は荒れたので、実休は高僧数十人に六万巻の陀羅尼を誦させ、侍たちを権現に祀ったところ、 海は静まり今に至っているという。